# Polskie Koleje Państwowe

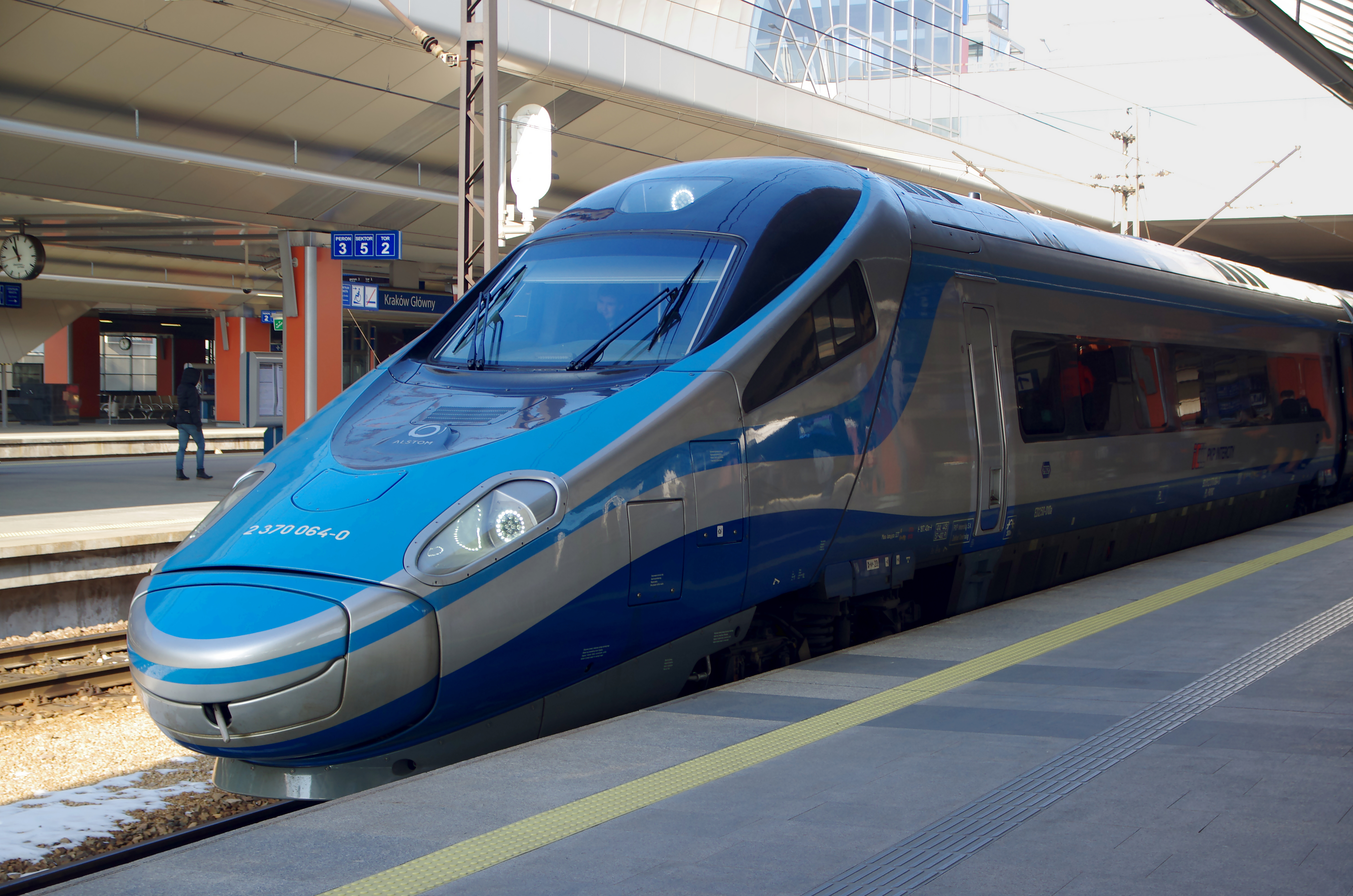
Pendolino ED250 PKP Intercity

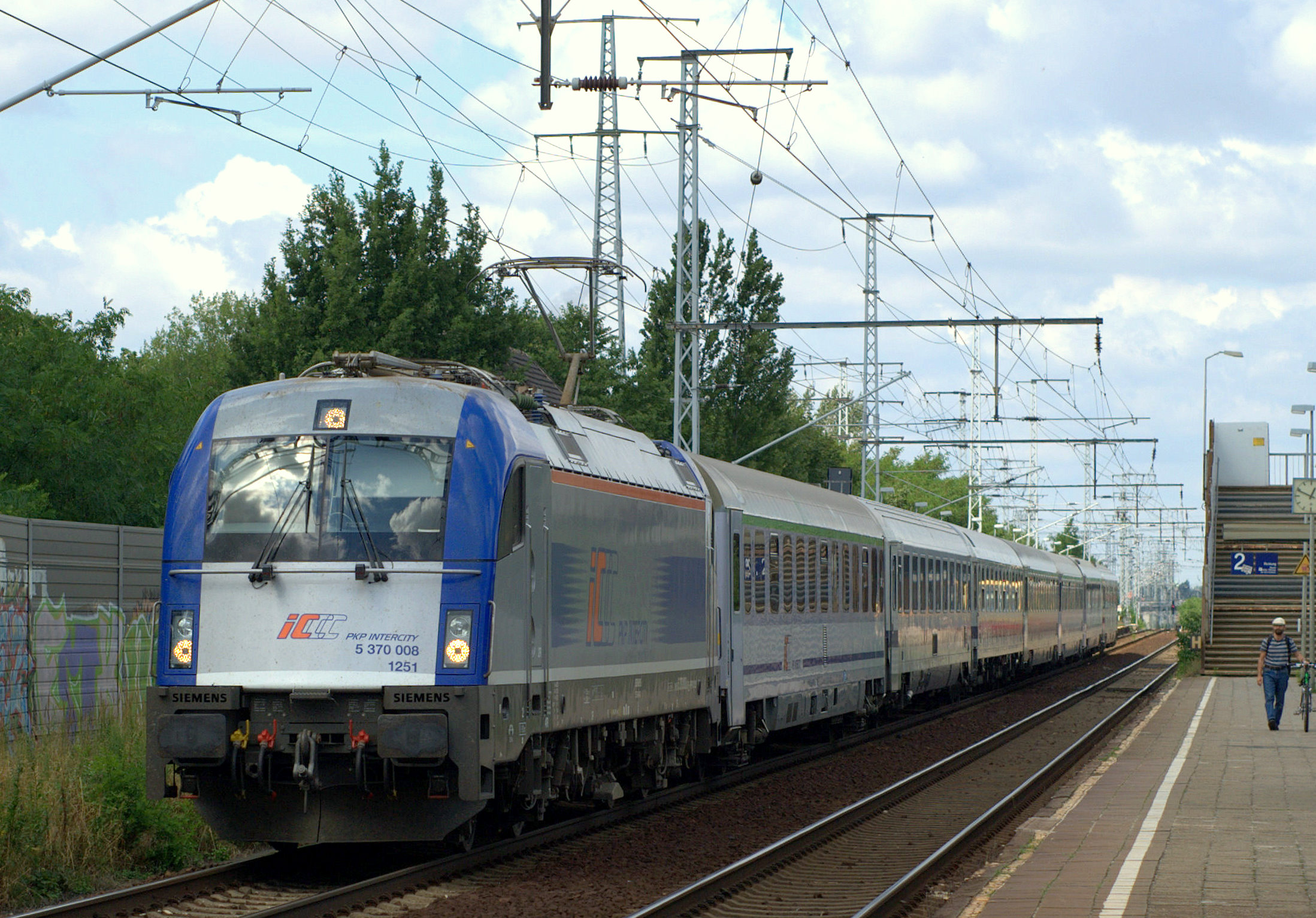
Treno EU44 PKP Intercity

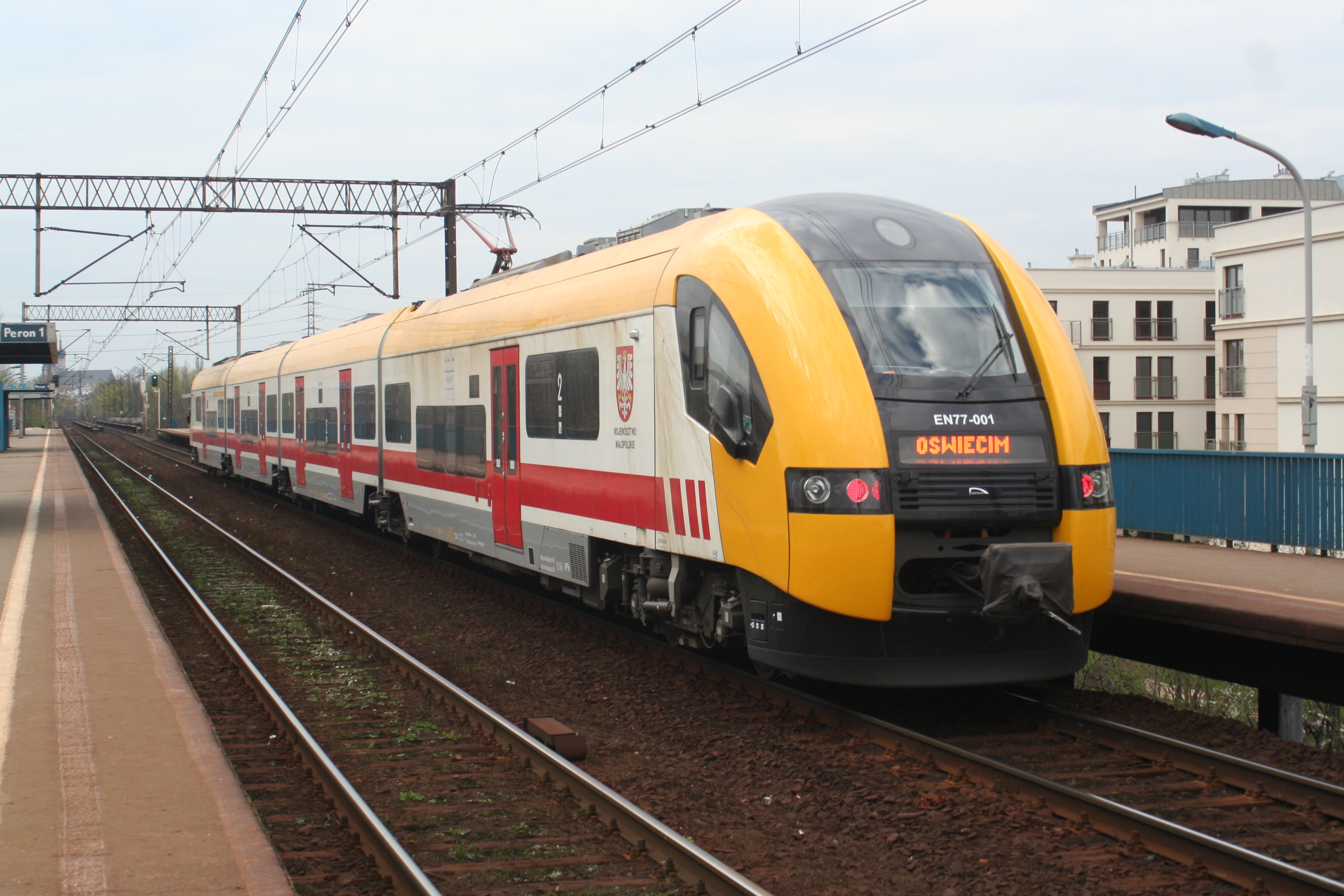
Treno EN77

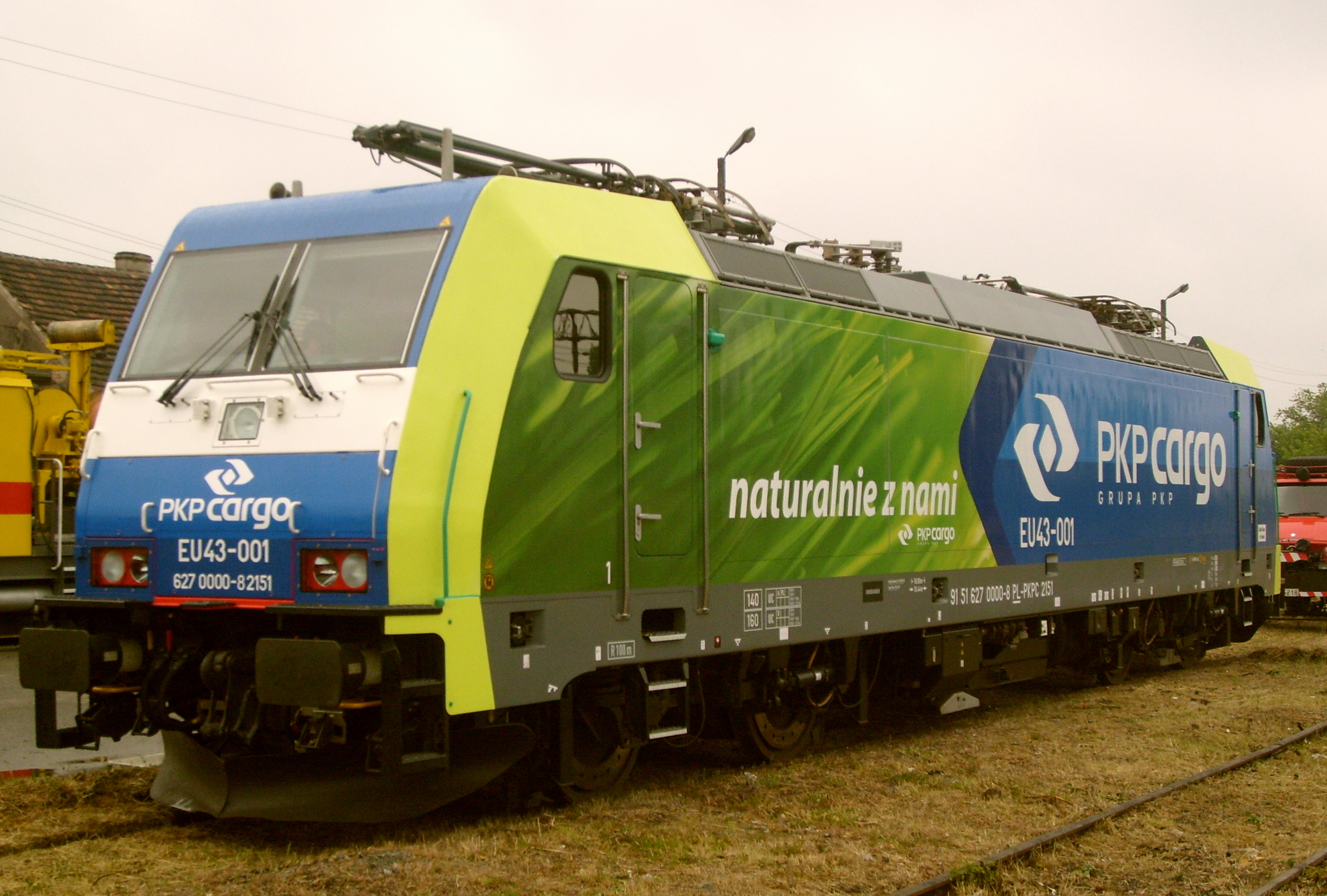
Locomotiva TRAXX EU43 PKP Cargo a Zielona Góra

Polskie Koleje Państwowe S.A., sigla PKP, in italiano "ferrovie statali polacche", è la più importante società ferroviaria polacca. 
La sua rete si estende per 19.435 km a scartamento ordinario, dei quali 11953 km elettrificati a 3000 V, e 394 km a scartamento largo (1520 mm) di connessione alla rete russa, non elettrificati.
PKP dal 2001 non gestisce più l'estesa e variegata rete (511 km nel 2001) di ferrovie a scartamento ridotto.
Attualmente l'azienda ha i seguenti segmenti:
- PKP Intercity: treni a lunga percorrenza
- PKP Szybka Kolej Miejska treni suburbani nelle città di Danzica
- PKP Warszawska Kolej Dojazdowa: traffico suburbano nella regione di Varsavia
- PKP Cargo: traffico merci
- PKP Linia Hutnicza Szerokotorowa: traffico sulla rete a scartamento largo.

## La rete a scartamento ridotto
Fino al 2001 PKP ha gestito l'estesa e variegata (600 mm, 750 mm, 785 mm e 1000 mm) rete di ferrovie a scartamento ridotto.
La rete è gestita ora dagli enti locali.
Lo scartamento più diffuso è 750 mm che si trova in tutto il paese. La rete da 1000 mm è diffusa principalmente in Pomerania, la regione nord-occidentale del paese, mentre la rete da 785 mm si trova solo in Slesia. 
In passato esistevano anche linee con scartamento 760 mm, 800 mm e 900 mm. 
Una linea da 900 mm preservata con finalità turistiche (4.2 km di lunghezza) si trova a Chorzów, in Slesia ed è operata da volontari.
La più grande raccolta di mezzi a scartamento ridotto si trova al Museum Kolejnictwa di Sochaczew a 60 km da Łódź che raccoglie 45 macchine prodotte tra il 1881 e il 1970 di tutti gli scartamenti (600, 750, 760, 785, 900) e gestisce una linea turistica (scartamento 750 mm) lunga 30 km.
600 mm
- Jarocińska Kolej Dojazdowa
- Wyrzyska Kolej Powiatowa
- Żnińska Kolej Powiatowa

750 mm
- Bogatyńska Kolej Dojazdowa
- Kaliska Kolej Dojazdowa
- Ełcka Kolej Wąskotorowa
- Gnieźnieńska Kolej Dojazdowa
- Hrubieszowska Kolej Dojazdowa
- Kętrzyńska Kolej Dojazdowa
- Krośniewicka Kolej Dojazdowa
- Kwidzyńska Kolej Dojazdowa
- Mławska Kolej Dojazdowa
- Nałęczowska Kolej Dojazdowa
- Nasielska Kolej Dojazdowa
- Opalenicka Kolej Dojazdowa
- Piotrkowska Kolej Dojazdowa
- Podlaska Kolej Wąskotorowa
- Przeworska Kolej Dojazdowa
- Radzymińska Kolej Wąskotorowa
- Rogowska Kolej Wąskotorowa
- Sochaczewska Kolej Muzealna
- Sompolińska Kolej Dojazdowa
- Starachowicka Kolej Wąskotorowa
- Śmigielska Kolej Dojazdowa
- Średzka Kolej Dojazdowa
- Świętokrzyska Kolej Dojazdowa
- Wieluńska Kolej Dojazdowa
- Wrocławska Kolej Dojazdowa
- Zwierzyniecka Kolej Dojazdowa
- Żuławska Kolej Dojazdowa

785 mm
- Górnośląskie Koleje Wąskotorowe
- Skansen w Rudach (Gliwice-Markowice)

1000 mm
- Gryficka Kolej Dojazdowa
- Olecka Kolej Dojazdowa
- Piaseczyńska Kolej Wąskotorowa
- Stargardzka Kolej Dojazdowa

## Altri operatori ferroviari in Polonia
- KM - Koleje Mazowieckie
- SKM - SKM Warszawa Sp. z o.o.
- WKD - Warszawska Kolej Dojazdowa
- CTL - Chem Trans Logistic (Maczki-Bór)
- EN - Euronaft-Trzebinia
- LOTOS - LOTOS Kolej Spółka z o.o.
- KW - Koleje Wielkopolskie
- OK - Orlen Koltrans
- Pol-Miedź Trans - KGHM Polska Miedź SA
- PRS - PCC Rail Szczakowa S.A.
- PTKiGK Rybnik - Przedsiębiorstwo Transportu Kolejowego i Gospodarki Kamieniem S.A. w Rybniku
- PTKiGK Zabrze - Przedsiębiorstwo Transportu Kolejowego i Gospodarki Kamieniem Sp. z o.o. w Zabrzu
- RP - Rail Polska
- TS - Transoda Sp. z o.o.

## Classificazione delle locomotive in Polonia
I criteri di classificazione sono diversi per:
- Locomotive diesel ed elettriche
- Locomotive a vapore scartamento ordinario e relativo tender
- Locomotive a vapore scartamento ridotto e relativo tender

Locomotive diesel ed elettriche
Schema di identificazione XX 99-999 (due lettere, numero a due cifre, numero a tre cifre)
1ª posizione: lettera maiuscola: indica il tipo di propulsione: S diesel (“Spalinowy”) o E elettrica
2ª posizione: lettera maiuscola che indica il tipo di locomotiva
- M=manovra
- P=passeggeri
- T=merci
- U=universale

3ª posizione: due cifre: classe della locomotiva (tipo di trasmissione, possibilità di comando multiplo)
4ª posizione: tre cifre- numero d'ordine
Vapore scartamento ordinario
X(X) x 999-999''
1ª posizione: lettera maiuscola che indica il tipo di locomotiva
- P=espressi (“Pospieszny”)
- O=locali-traffico misto (“Osobowy”)
- T=merci (“Towarowy”)

Nel caso di locotender la lettera è seguita da un K(Kusy=tender)
2ª posizione: lettera minuscola che indica la disposizione degli assi
- a=0-4-0 oppure 2-2-0
- b=0-4-2 oppure 0-4-0
- c=2-4-2 oppure 2-4-0
- d=4-4-0 oppure 0-4-4
- e=2-4-2
- f=4-4-2 oppure 2-4-4
- g=4-4-4
- h=0-6-0
- i=2-6-0
- k=4-6-0
- y=2-10-0
- l=2-6-2
- m=4-6-2
- n=2-6-4
- o=4-6-4
- p=0-8-0
- r=2-8-0
- s=4-8-0
- t=2-8-2
- u=4-8-2
- v=2-8-4
- z=2-10-2
- w=0-10-0

3ª posizione: gruppo di cifre (2-3 cifre) che indicano l'anno di produzione (solo per le locomotive polacche) o la loro origine:
- 1-10 locomotive ex-tedesche
- 11-19 locomotive ex-austriache
- 20-99 anno di fabbricazione locomotive polacche
- 101-200 altra origine, antecedenti alla prima guerra mondiale
- 201 altra origine, posteriori alla prima guerra mondiale

Esempio OKz-32: locotender per traffico misto con rodaggio 1-5-1 di fabbricazione polacca costruita nel 1932.
Tender scartamento ordinario 99 X 99
- 1ª posizione: cifra indica la capacità per l'acqua espressa in m3
- 2ª posizione: lettera maiuscola che si riferisce alla disposizione degli assi
- 3 posizione: 2-3 cifre che si riferiscono all'anno di costruzione con criteri analoghi a quelli delle loco a vapore

Vapore scartamento ridotto
Xx(x)(99)-9999
1ª posizione: lettera maiuscola indica il tipo di macchina
- P=macchine a tender separato
- T=locotender

2ª posizione: lettera minuscola indica il numero degli assi
- Nessuna lettera: 0-4-0
- x=0-8-0
- y=0-6-0
- w=0-10-0

3ª posizione (eventuale) lettera minuscola indica gli assi non portanti (anteriori o posteriori)
- a=carrello portante anteriore (2-R-0) oo-...
- b=carrello portante anteriore (0--2) …-oo
- n=carrello portante anteriore e posteriore (2- X -2) oo-…-oo

Il numero che segue il trattino indica il numero della locomotiva e anche lo scartamento
- 0001 - 1000 600 mm
- 1001 - 2000 750 mm
- 2001 - 2800 785 mm
- 2801 - 3000 800 mm
- 3001 - 4000 1000 mm

Esempio Py48-1755 indica una locomotiva a tender separato con rodaggio 0-3-0 introdotta nel 1948 con scartamento 750 mm
Tender scartamento ridotto Xx 9 x 99
1ª posizione: due lettere che si riferiscono alla tipologia di tender
- Pt=tender sempre accoppiato.
- Zt=tender ausiliario da accoppiare ad una locotender.

2ª posizione: numero che esprime la capacità del tender per l'acqua espressa in m3.
3ª posizione: lettera minuscola in terza posizione si riferisce alla disposizione degli assi (stessi criteri delle locomotive a vapore a scartamento ridotto).
4ª posizione: due o tre cifre si riferisce all'anno di costruzione, stessi criteri per le locomotive a scartamento ordinario.

## Mappa della rete ferroviaria polacca

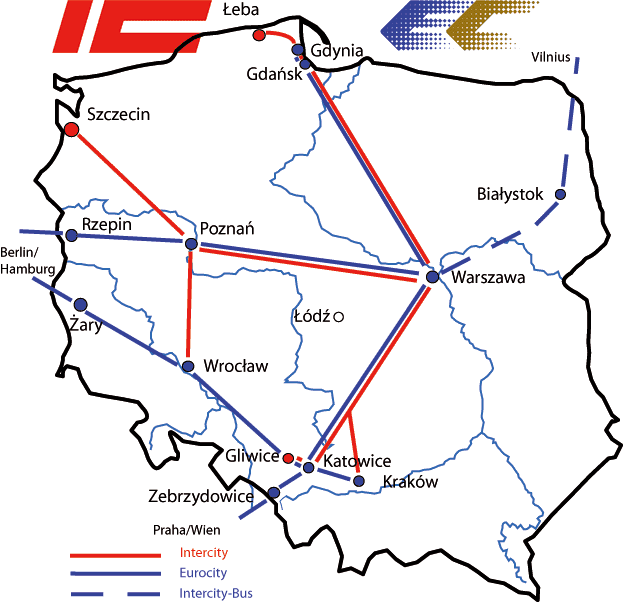
InterCity ed EuroCity, collegamenti ferroviari nel 2007.

InterCity ed EuroCity, collegamenti ferroviari nel 2015.